# Вілінська Феодосія Микитівна
Феодосія Микитівна Ушакова, у шлюбі Вілі́нська (Велінська) (нар. близько 1848 — пом. 1929) — українська і російська оперна і камерна співачка (драматичне сопрано).

## Біографія
Народилася близько 1848 року. Протягом 1869—1874 років і в 1877 році — солістка Київського оперного театру; протягом 1874—1877 років — Харківського оперного театру; протягом 1878—1887 років — Маріїнського театру в Санкт-Петербурзі. У 1879, 1882, 1892 роках гастролювала в Києві та інших містах України. З 1878 року виступала в концертах, зокрема з Модестом Мусоргським.
Чоловік: музикант Василь Вілінський. 
Померла у 1929 році.

## Партії
перша виконавиця
- Панночка («Майська ніч» Модеста Римського-Корсакова; 1880, Маріїнський театр);
- Снігуронька («Снігуронька» Модеста Римського-Корсакова; 1882, Маріїнський театр);
- Марія («Мазепа» Петра Чайковського; 1884);

інші партії
- Наташа («Русалка» Олександра Даргомижського; Київська опера);
- Марґарита («Фауст» Шарля Ґуно; Київська опера).